# Austin-Healey

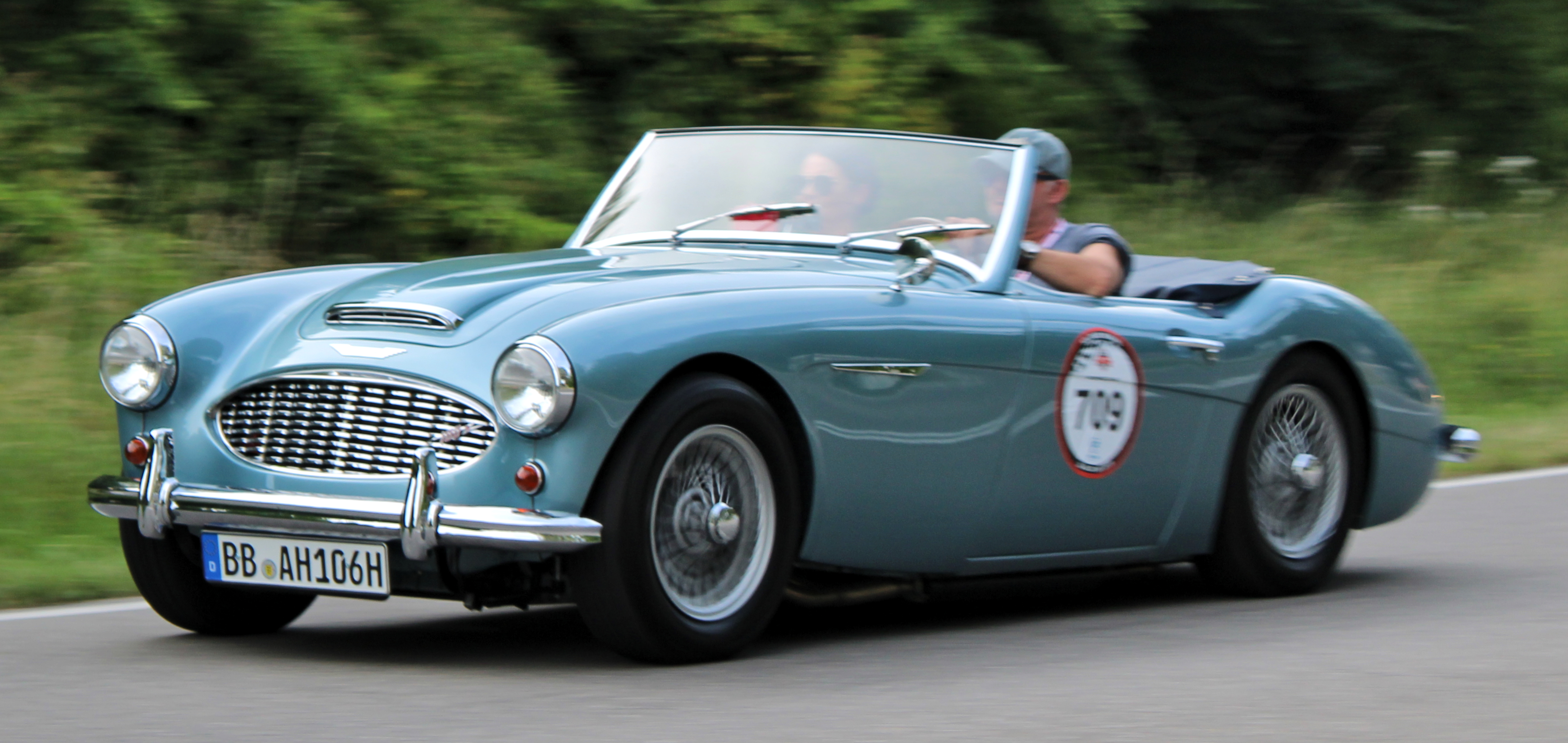
Une Austin-Healey 100-6 de 1957.

Austin-Healey était un constructeur automobile anglais de voitures de sport.
La marque fut créée en 1952 à la suite d'un accord de coentreprise signé entre Leonard Lord, responsable de la division Austin Motor Company de British Motor Corporation (BMC), et Donald Healey, pilote automobile de renom, concepteur et designer automobile.
Les principes de cet accord furent défini le premier soir du salon automobile de Earls Court en octobre 1952, face à l'enthousiasme du public pour le prototype de ce qui allait devenir l'Austin-Healey 100.
La société Austin-Healey a fabriqué des automobiles jusqu'en 1972 quand l'accord de vingt ans signé entre les parties arriva à son terme. Healey quitte la société en 1968 après que la BMC, qui s'était déjà regroupée avec Jaguar pour former British Motor Holdings, a été absorbée par British Leyland.
Les droits d'utilisation de la marque Austin-Healey appartiennent actuellement[Quand ?] au constructeur chinois Nanjing Automobile Corporation, qui a racheté le groupe MG Rover, mis en faillite en 2005. Après que Donald Healey eut vendu son entreprise Donald Healey Motor Company, il fit enregistrer une nouvelle marque, Healey Automobile Consultants, dont la propriété était détenue entièrement par la famille Healey jusqu'en 2005, quand elle fut vendue à HFI Automotive.

## Les modèles Austin-Healey
Austin-Healey 100
- 1953-1955 BN1 Austin-Healey 100 ;

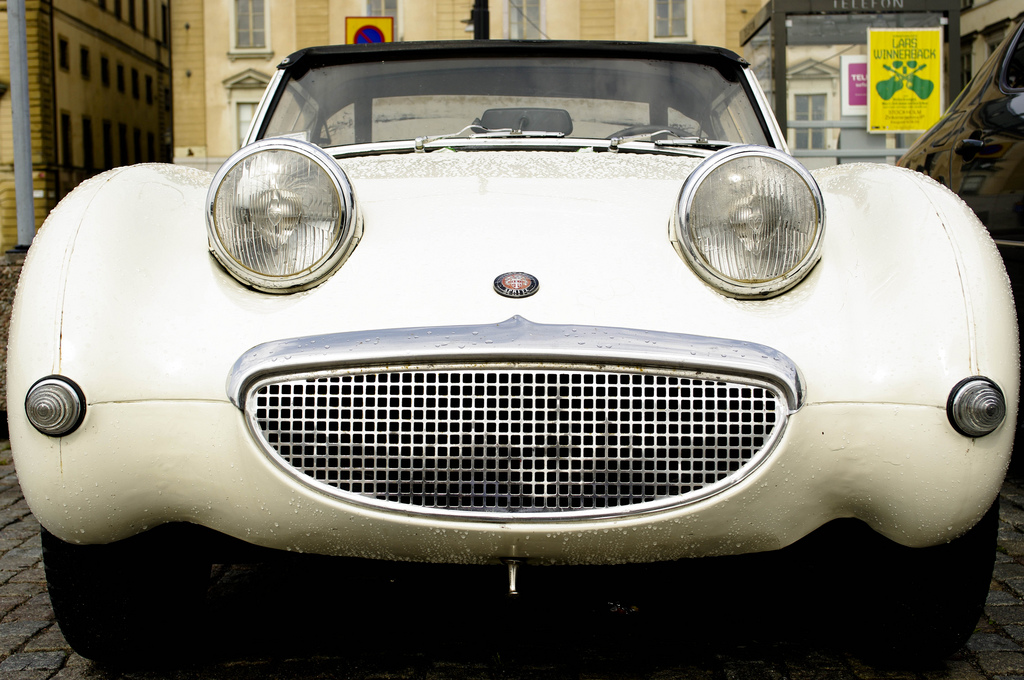
Le célèbre sourire de l'Austin-Healey Sprite Bugeye vu de face.

- 1955 Austin-Healey 100S, produite en seulement 50 exemplaires, version préparée pour la compétition avec carrosserie en aluminium, avec un « S » pour « Sebring » ;
- 1955-1956 BN2 Austin-Healey 100M : édition limitée ;
- 1956-1957 BN2 Austin-Healey 100-4 ;
- 1956-1957 BN4 Austin-Healey 100-6, inaugure la série avec moteurs six-cylindres, version 2+2 ;
- 1957-1959 BN4 Austin-Healey 100-6, carburateurs S.U ;
- 1958-1959 BN6 Austin-Healey 100-6, deux-places.

Austin-Healey 3000
- 1959-1961 BN7 Mark I (2 places), BT7 Mark I (2+2) ;
- 1961-1962 BN7 Mark II (2 places), BT7 Mark II (2+2) ;
- 1962-1964 BJ7 Mark II ;
- 1964-1967 BJ8 Mark III.

Austin-Healey Sprite
- 1958-1960 AN5 Mark I, dite « Bugeye » (USA), ou  « Frogeye « (UK) ;
- 1961-1964 AN6-AN7 Mark II ;
- 1964-1966 AN8 Mark III ;
- 1966-1969 AN9 Mark IV ;
- 1969-1971 AN10 Mark V, réservée au marché britannique.

## Résultats sportifs
- Austin-Healey a remporté le Championnat des États-Unis de voitures de sport SCCA à quatre reprises en catégorie D Production, en 1954 (William Kinchloe), 1957 (Fred Moore), 1958 (Dick Thompson) et 1959 (Fred Spross), celui de catégorie G Production en 1963 (Pete Van der Vate), et trois fois encore celui de H Production, en 1961 (Rod Harmon), 1963 (Donna Mae Mims), et 1964 (Carl Truitt) ; Ronnie Bucknum obtient 54 succès alors avec la marque ;
- Championnat de Suisse de course de côte 1964 (Clay Regazzoni).

Victoires notables
- Rallye Press on Regardless 1955 (Ralph Durbin) ;
- Grand Prix de Macao Sport 1955 (Robert Ritchie) ;
- National Silverstone, Oulton Park et Snetterton 1955 (récidives en 1956) ;
- 6 Heures de Roy Hesketh 1956 (Barnard / Fergusson) ;
- Liège-Rome-Liège 1960 (Pat Moss et Ann Wisdom - victoire de classe Stirling Moss) ;
- Coupe des Alpes 1961 et 1962 GT (Donald Morley) ;
- Circuit d'Irlande 1963 (Ian Woodside) ;
- Rallye autrichien des Alpes 1964 et 1966 (Paddy Hopkirk) ;
- Liège-Sofia-Liège 1964 (Rauno Aaltonen) et Tony Ambrose) ;
- Rallye des Tulipes 1964 GT (Donald Morley) ;
- Rallye de Genève 1965 GT (Donald Morley).

Autres
- Moss obtient une sixième place aux 12 Heures de Sebring 1955 ;
- L'écurie officielle a terminé aux 12e et 14e places des 24 Heures du Mans 1953 avec l'Austin-Healey 100 3L. (engagements dans l'épreuve à dix reprises, entre 1953 et 1968 (15e en 1967 et 1968, d'où l'origine de la passion pour le sport automobile de François Fillon, durant les années 1960 en contemplant les voitures d'usine) ;
- La 3000 remporte la Bahamas Cup 1961 (Tony Adams) et le Leinster Trophy 1962 (Bob Olthoff), puis termine second des 9 Heures de Kyalami 1962 (Olthoff / Maggs), troisième des 6 Heures d'Afrique du Sud 1963 (Truter / Emond), puis deuxième des 4 Heures de Mosport 1964 et des 6 Heures de Mosport 1965 (avec Don Kindree et Pease).